# Єрсон Москера
Є́рсон Моске́ра Вальделама́р (ісп. Yerson Mosquera Valdelamar; нар. 2 травня 2001, Апартадо) — колумбійський футболіст, захисник англійського клубу «Вулвергемптон Вондерерз» і збірної Колумбії.

## Клубна кар'єра

### «Атлетіко Насьйональ»
Вихованець клубу «Атлетіко Насьйональ», до системи якого приєднався 2018 року. 1 листопада 2020 року у матчі проти «Мільйонаріоса» дебютував у Категорії Прімери A. 12 листопада у поєдинку проти клубу «Альянса Петролера» забив свій перший гол за «Атлетіко».

### «Вулвергемптон Вондерерз»
17 червня 2021 року перейшов в англійський клуб «Вулвергемптон Вондерерз», уклавши п'ятирічний контракт. 22 вересня дебютував за «Вулвергемптон», вийшовши у стартовому складі матчу третього раунду Кубка ліги проти клубу «Тоттенгем Готспур», але через ушкодження був замінений вже на 9-й хвилині гри. Отримавши травму підколінного сухожилля у підсумку був прооперований і пропустив близько 4 місяців до січня 2022 року.

#### Оренда в «Цинциннаті»
2 лютого 2023 року перейшов в клуб МЛС «Цинциннаті» на правах оренди до 30 червня з опцією продовження до кінця року У вищій лізі США дебютував 25 лютого у матчі стартового туру сезону 2023 проти «Х'юстон Динамо». 1 квітня у поєдинку з «Інтер Маямі» забив свій перший гол за клуб. 25 листопада відзначився переможним м'ячем у матчі півфіналу плей-оф Східної конференції проти клубу «Філадельфія Юніон».

#### Оренда у «Вільярреал»
23 січня 2024 року на правах оренди перейшов в іспанський клуб «Вільярреал» до кінця сезону. 27 січня дебютував за «Вільярреал», вийшовши на заміну Кіке Феменеії у матчі Ла-Ліги проти «Барселони». Дебютував у єврокубках 7 березня у поєдинку 1/8 фіналу Ліги Європи УЄФА проти «Марселя». 14 березня у матчі Ліги Європи з «Марселем» забив свій перший гол за «Вільярреал». 28 квітня відзначився першим голом в Ла-Лізі в поєдинку проти «Райо Вальєкано».
Пісня завершення оренди влітку 2024 року повернувся у «Вулвергемптон Вондерерз». 17 серпня 2024 року в матчі проти «Арсенала» дебютував в англійській Прем'єр-лізі, вийшовши в стартовому складі. 31 березня 2025 року продовжив контракт з клубом до літа 2030 року.

## Кар'єра в збірній
Виступав за збірні Колумбії до 18 і до 20 років.
5 червня 2023 року вперше викликаний до збірної Колумбії головним тренером Нестором Лоренсо для участі в товариських матчах проти збірних Іраку і Німеччини. 12 жовтня 2023 року дебютував за збірну Колумбії у матчі відбіркового турніру до чемпіонату світу 2026 проти збірної Уругваю, замінивши Сантьяго Аріаса. 10 вересня 2024 року в поєдинку відбіркового турніру до чемпіонату світу 2026 з Аргентиною забив свій перший гол за збірну Колумбії.

## Статистика виступів

### Клубна статистика
Станом на 21 вересня 2024 
| Клуб                    | Сезон             | Чемпіонат           | Чемпіонат | Чемпіонат | Кубок | Кубок | Кубок ліги | Кубок ліги | Континентальні | Континентальні | Інші  | Інші | Всього | Всього |
| Клуб                    | Сезон             | Дивізіон            | Матчі     | Голи      | Матчі | Голи  | Матчі      | Голи       | Матчі          | Голи           | Матчі | Голи | Матчі  | Голи   |
| ----------------------- | ----------------- | ------------------- | --------- | --------- | ----- | ----- | ---------- | ---------- | -------------- | -------------- | ----- | ---- | ------ | ------ |
| Атлетіко Насьйональ     | 2020              | Категорія Прімера A | 4         | 1         | 2     | 0     | —          | —          | 1              | 0              | —     | —    | 7      | 1      |
| Атлетіко Насьйональ     | 2021              | Категорія Прімера A | 12        | 0         | 0     | 0     | —          | —          | 7              | 0              | —     | —    | 19     | 0      |
| Атлетіко Насьйональ     | Всього            | Всього              | 16        | 1         | 2     | 0     | —          | —          | 8              | 0              | —     | —    | 26     | 1      |
| Вулвергемптон Вондерерз | 2021–22           | Прем'єр-ліга        | 0         | 0         | 0     | 0     | 1          | 0          | —              | —              | —     | —    | 1      | 0      |
| Вулвергемптон Вондерерз | 2022–23           | Прем'єр-ліга        | 0         | 0         | 0     | 0     | 0          | 0          | —              | —              | —     | —    | 0      | 0      |
| Вулвергемптон Вондерерз | 2024–25           | Прем'єр-ліга        | 5         | 0         | 0     | 0     | 0          | 0          | —              | —              | —     | —    | 4      | 0      |
| Вулвергемптон Вондерерз | Всього            | Всього              | 5         | 0         | 0     | 0     | 1          | 0          | —              | —              | —     | —    | 6      | 0      |
| → Цинциннаті            | 2023              | МЛС                 | 30        | 3         | 3     | 0     | —          | —          | —              | —              | 6     | 1    | 39     | 4      |
| → Вільярреал            | 2023–24           | Ла-Ліга             | 16        | 2         | 0     | 0     | —          | —          | 2              | 1              | —     | —    | 18     | 3      |
| Всього за кар'єру       | Всього за кар'єру | Всього за кар'єру   | 66        | 6         | 5     | 0     | 1          | 0          | 10             | 1              | 6     | 1    | 88     | 8      |

1. ↑  Кубок Колумбії, Відкритий кубок США
2. ↑  Кубок Футбольної ліги
3. ↑  Матчі у Південноамериканському кубку
4. ↑  Матчі у Кубку Лібертадорес
5. ↑  2 матчі у Кубку ліг, 4 матчі та 1 гол у плей-оф Кубка МЛС
6. ↑  Матчі в Лізі Європи УЄФА

### Міжнародна статистика
Станом на 10 вересня 2024 
| Збірна            | Сезон             | Товариські | Товариські | Офіційні | Офіційні | Всього | Всього |
| Збірна            | Сезон             | Матчі      | Голи       | Матчі    | Голи     | Матчі  | Голи   |
| ----------------- | ----------------- | ---------- | ---------- | -------- | -------- | ------ | ------ |
| Колумбія          |                   |            |            |          |          |        |        |
| 2023              | 0                 | 0          | 3          | 0        | 3        | 0      |        |
| 2024              | 0                 | 0          | 1          | 1        | 1        | 1      |        |
| Всього за кар'єру | Всього за кар'єру | 0          | 0          | 4        | 1        | 4      | 1      |

### Матчі за збірну
Станом на 10 вересня 2023 
| Матчі Єрсона Москери за збірну Колумбії | Матчі Єрсона Москери за збірну Колумбії | Матчі Єрсона Москери за збірну Колумбії | Матчі Єрсона Москери за збірну Колумбії | Матчі Єрсона Москери за збірну Колумбії | Матчі Єрсона Москери за збірну Колумбії | Матчі Єрсона Москери за збірну Колумбії | Матчі Єрсона Москери за збірну Колумбії |
| №                                       | Дата                                    | Суперник                                | Рахунок                                 | Голи                                    | Картки                                  | Хвилини                                 | Змагання                                |
| --------------------------------------- | --------------------------------------- | --------------------------------------- | --------------------------------------- | --------------------------------------- | --------------------------------------- | --------------------------------------- | --------------------------------------- |
| 1                                       | 12 жовтня 2023                          | Уругвай                                 | 2–2                                     |                                         |                                         | 1'                                      | Відбіркові матчі ЧС-2026                |
| 2                                       | 18 жовтня 2023                          | Еквадор                                 | 0–0                                     |                                         | 9'                                      | 86'                                     | Відбіркові матчі ЧС-2026                |
| 3                                       | 22 листопада 2023                       | Парагвай                                | 1–0                                     |                                         |                                         | 1'                                      | Відбіркові матчі ЧС-2026                |
| 4                                       | 10 вересня 2024                         | Аргентина                               | 2–1                                     | 1                                       |                                         | 88'                                     | Відбіркові матчі ЧС-2026                |

Всього: 4 матчі / 1 гол; 2 перемоги, 2 нічиї, 0 поразок.

## Досягнення
«Цинциннаті»
- Володар Supporters' Shield: 2023